# Primula melanops
Primula melanops là một loài thực vật có hoa trong họ Anh thảo. Loài này được W.W. Sm. & Kingdon-Ward miêu tả khoa học đầu tiên năm 1923.